# Реизов, Борис Георгиевич
Бори́с Гео́ргиевич Реи́зов (19 октября (1 ноября) 1902, Нахичевань-на-Дону — 21 марта 1981, Ленинград) — советский литературовед и переводчик, специалист по истории европейских литератур XVIII—XIX веков, теоретическим и методологическим проблемам литературоведения. Доктор филологических наук, профессор. Член-корреспондент АН СССР с 24 ноября 1970 года по Отделению литературы и языка (литературоведение).

## Биография
Окончил Северокавказский университет в Ростове-на-Дону (1926) и аспирантуру в Ленинградском институте речевой культуры (1930). Работал старшим научным сотрудником ИРЛИ АН СССР. С 1935 года — доцент, с 1940 года — профессор ЛГУ, заведующий кафедрой зарубежной литературы, декан филологического факультета (1963—1968). Доктор филологических наук (1939, диссертация «Стендаль-романист»). Он читал общие и специальные курсы, вел семинарские занятия, руководил курсовыми и дипломными работами. Под его руководством был написан и успешно защищен не один десяток кандидатских диссертаций.

По словам Б. Ф. Егорова,
Серьёзный ученый, он, увы, продал душу дьяволу, лакействовал перед партийными подонками, что давало ему возможность спокойно публиковать вполне приличные в научном отношении труды… Но, очевидно, совесть, когтистый зверь, бередит душу таких изменников интеллигентской чести: Реизов к концу жизни сошёл с ума.
Похоронен на Комаровском кладбище.

## Научная деятельность
Исследовал литературный процесс в связи с общественной мыслью эпохи, в его движении и исторической перспективе. В центре интересов учёного находился французский реалистический роман XIX века (Стендаль, Бальзак, Флобер, Золя). В работах Б. Г. Реизова показан генезис эстетических идей, породивших то или иное литературное явление и определивших его функцию в художественном развитии общества, а также его восприятие в последующие эпохи.
В сфере его научных интересов находилась вся европейская литература, особый интерес вызывали межкультурные связи. В архивах были обнаружены неизданные статьи по сравнительному литературоведению, которое его увлекало, несмотря на борьбу с космополитизмом, развернувшуюся в 1946-1947 годах. Именно с такой точки зрения он обращался и к творчеству русских классиков, выявляя ещё никем вполне не изученные аспекты её международных связей; в разное время его привлекали к себе Фонвизин, Жуковский, Лермонтов, А. К. Толстой, но более всего — Пушкин и Достоевский.
Б. Г. Реизов написал и ряд статей теоретического характера, которые отличались особым антидогматизмом — о содержании и форме литературного произведения, о литературных направлениях, о мировоззрений и творчестве, о вопросах периодологии, о сравнительном изучении литературы и т.д. Также он постоянно выступал как автор статей, сопровождавших различные издания на русском языке иностранных писателей; с его предисловиями или послесловиями выходили отдельные сочинения Мольера, Ларошфуко, Прево, Вальтера Скотта, Бальзака, Виньи, Жорж Санд, Мериме, П. Бореля, Флобера, Золя; он был редактором собрания сочинений Жорж Санд и одним из редакторов собраний сочинений Стендаля, Вальтера Скотта и Анатоля Франса.
Помимо непосредственного  написания научных работ, Борис Георгиевич часто выступал как редактор других литературоведческих изданий, таких как сборники «Литература и эстетика» (1960), «Проблемы международных литературных связей» (1962), «Шекспир в мировой литературе» (1964), «Вопросы творческой истории литературного произведения» (1964), «Литература и музыка» (1975), «Достоевский в зарубежных литературах» (1978), а также нескольких томов ученых записок и монографий И. С. Ковалевой, В. Е. Балахонова, Е. И. Клименко.

## Основные работы
Книги
- «Творчество Бальзака». Л., 1939;
- «Эмиль Золя (1840—1940)» (1940, в соавт. с М. К. Клеманом);
- «Хрестоматия французской литературы XIX и XX вв.» (тт. 1—2, 1953—1956, совм. с В. Е. Шором);
- «Творчество Флобера», М., 1955.
- «Французская романтическая историография (1815—1830)» (1956);
- «Карло Гольдони» (1957);
- «Французский исторический роман в эпоху романтизма» (1958);
- «Бальзак: сборник статей» (1960);
- «Шекспир в мировой литературе» (1964, редактор);
- «Творчество Вальтера Скотта» (1965);
- «Итальянская литература XVIII в.» (1966);
- «Стендаль: годы ученья» (1968)
- «Французский роман XIX в.» (1969; 2-е изд. 1977);
- «Из истории европейских литератур» (1970);
- «Стендаль: философия истории, политика, эстетика» (1974);
- «Достоевский в зарубежных литературах» (1977, редактор);
- «Стендаль: художественное творчество» (1978);
- «История и теория литературы: сборник статей» (1986, посм.);
- «Историко-литературные исследования» (1991; посм.)

Статьи
- «К истории замысла „Братьев Карамазовых“» // «Звенья. Вып. VI» (1936);
- «Понятие формы в анализе художественного произведения» // «Вестник ЛГУ», 1955, кн. 12, вып. 4;
- «О литературных направлениях» // «Вопросы литературы», 1957, № 1;
- «Об изучении литературы в современную эпоху» // «Русская литература», 1965, № 1;
- «Вопросы периодологии в истории литературы» // «Филологические науки», 1969, № 13;
- «Между классицизмом и романтизмом: спор о драме в период Первой империи» (1962);
- «История и вымысел в романах Вальтера Скотта» // «Известия ОЛЯ АН СССР» 1971, т. XXX, вып. 4;
- «Ж.-Ш.-Л. Сисмонди (к 200-летию со дня рождения)» // «Известия ОЛЯ АН СССР» 1974, т. XXXIII, вып. 4

Редактор ряда изданий европейских писателей: собрание сочинений Стендаля (тт. 1—15, 1949—1959; тт. 1—12, 1978; совм. с А. А. Смирновым), «Деньги» Э. Золя (1953, совм. с Д. Г. Лившиц и А. Н. Тетеревниковой), «Госпожа Бовари» Г. Флобера (1971). Член редколлегии «БВЛ» (1967—1977). Многие исследования Б. Г. Реизова были переведены на иностранные языки.

## Звания и награды
Член Общества истории литературы Франции (1965), почётный доктор Клермонского университета (1973). Заслуженный деятель науки РСФСР (1969). Лауреат Государственной премии СССР (1974).